# Ian Stewart (piłkarz)
Ian Edwin Stewart (ur. 10 września 1961 w Belfaście) – piłkarz, reprezentant Irlandii Północnej.
Występował w klubach Queens Park Rangers, Millwall, Newcastle United, Portsmouth, Brentford, Aldershot, Colhester United i Harrow Borough United.
Wziął udział w Mistrzostwach Świata w Meksyku w 1986, gdzie wystąpił we wszystkich trzech meczach Irlandii Północnej, ale tylko raz (z Brazylią) w podstawowym składzie. Ogółem wystąpił w barwach Irlandii Północnej 31 razy, zdobywając dwie bramki.